# Pavel Jiras
Pavel Jiras (* 17. června 1940 Rakovník) je český filmový publicista a historik, herec a básník.

## Životopis
Narodil se 17. června 1940 v Rakovníku. Vystudoval střední Knihovnickou a novinářskou školu v Hodkovičkách. V mládí spolupracoval s Jiřím Trnkou, grafikem a Zdeňkem Seydlem. K herecké kariéře ho přivedl režisér Václav Špidla. Od začátku 60. let 20. století bez zvláštní herecké průpravy začal profesionálně hrát v Severomoravském divadle v Šumperku. Poté působil v plzeňském Divadle Alfa v divadle v Klatovech a Českém Těšíně a divadelní práci ukončil působením v pražském Divadle za branou (1968–1972).
Jeho filmovým debutem byla role radního ve filmu Den sedmý, osmá noc (1969) režiséra Evalda Schorma. Do roku 1989 se objevil v řadě epizodních rolí. Zahrál si například ve filmu Sokolovo (1974), Běž ať ti neuteče (1976), Muž přes palubu (1980), Anděl s ďáblem v těle (1984), Volná noha (1989) a dalších. Z televizní tvorby si zahrál v několika seriálech a v inscenaci Pohádka o mokrosuchém štěstí (1981).
Od roku 1976 působil ve Filmových studiích Barrandov. Na konci 80. let opustil hereckou profesi a začal pracovat jako publicista a filmový badatel a historik. Soustředil se především na historii barrandovských filmových ateliérů. Jeho nejvýraznějším dílem je soubor obrazových encyklopedií Barrandov I–IV.
V roce 2008 byl kurátorem výstavy František Vláčil – Zápasy na Pražském hradě.

## Knihy
- Oldřich Nový – Obrazový životopis (2000, spoluautor: Josef Frais, Formát)
- Lída Baarová – Obrazový životopis (2001, spoluautor: Josef Frais, Formát)
- Vlasta Burian – Obrazový životopis (2002,  spoluautor: Josef Frais, Formát)
- Barrandov I – Vzestup k výšinám (2003, Gallery; 2012, 2., rozš. vydání, Ottovo nakladatelství)
- Barrandov II – Zlatý věk 1933–1939 (2006, Gallery; 2012, 2., rozš. vydání, Ottovo nakladatelství)
- Barrandov III – Oáza uprostřed běsů (2006, Beta-Dobrovský; 2013, 2., rozš. vydání, Ottovo nakladatelství)
- František Vláčil – Zápasy (2008, Barrandov Studio)
- Barrandov Nezapomenutelní – Miloš Forman (2016, Ottovo nakladatelství)
- Barrandov IV - Nešťastně šťastná generace 1945-1960 (2019, Ottovo nakladatelství)[4]
- Barrandov a zahraniční film (2017, Universum)
- Katedrály noci (2020, Pavel Jiras)
- Barrandov nezapomenutelní: Martin Frič (2023, Universum)[3]

## Ocenění
- 2005 – Nejkrásnější české knihy roku (Cena svazu polygrafických podnikatelů – 3. místo (Tiskárna Protisk, s.r.o.)) – kniha Barrandov II – Zlatý věk 1933–1939
- 2018 – Cena Miroslava Ivanovna ve II. kategorii za publikaci Barrandov a zahraniční film v rámci pražského veletrhu Svět knihy